# هينريتش ألبرت (كاتب)
هينريتش ألبرت (بالألمانية: Heinrich Albert)‏ هو ملحن وكاتب وشاعر ألماني، ولد في 8 يوليو 1604 في باد لوبنشتاين في ألمانيا، وتوفي في 6 أكتوبر 1651 في كونيغسبرغ في الإمبراطورية الروسية.

## وصلات خارجية
- هينريتش ألبرت على موقع الموسوعة البريطانية (الإنجليزية)
- هينريتش ألبرت على موقع ميوزك برينز (الإنجليزية)
- هينريتش ألبرت على موقع أول ميوزيك (الإنجليزية)
- هينريتش ألبرت على موقع ديسكوغز (الإنجليزية)